# Madame Laurette Messimy
ʽMadame Laurette Messimy’ est un cultivar de rosier obtenu en 1887 par le rosiériste lyonnais Guillot fils. Il rend hommage à Laurette Messimy née Girodon, amatrice lyonnaise de roses et cliente de Guillot. Elle a commandé à la maison Guillot l'aménagement d'une roseraie dans son domaine de Charnoz en 1910,. Son fils, Adolphe Messimy, est devenu ministre de la Guerre en 1914.

## Description
Il s'agit d'un hybride de rose de Chine (classé alors dans les roses de Bengale) aux grandes fleurs doubles, rose satiné à nuances jaune cuivré, laissant voir de grandes étamines d'or et dont la floraison est bien remontante. Cette rose est moyennement parfumée. 
Son buisson érigé au feuillage luisant peut s'élever à 120 cm. 
Sa zone de rusticité est de 7b à 10b ; elle a besoin d'avoir le pied protégé en hiver. Elle se plaît sous le climat méditerranéen.
ʽMadame Laurette Messimy’ est une variété parfaite pour les massifs et la culture en pot. Elle a connu un grand succès en France sous la Troisième République et Outre-Atlantique. On peut l'admirer dans des roseraies fameuses en Europe, comme la roseraie San Giovanni de Trieste ou la roseraie du jardin botanique royal de Madrid.
Cette variété est issue d'un croisement de (ʽRival de Paestum’ × ʽMadame Falcot’) × ʽMadame Falcot’.

## Descendance
Cette variété a servi à l'hybridation de plusieurs cultivars dont :
- ʽFrançois Guillot’ (Barbier 1905) par croisement avec Rosa wichuraiana
- ʽFrançois Juranville’ (Barbier 1906), par croisement avec Rosa wichuraiana
- ʽIrène Watts’ (Guillot 1895)
- ʽMadame Eugène Résal’ (Guillot 1894)
- 'Topaze' (Massad, 1980), par croisement avec 'Albertine' (Barbier, 1921)